# Луис Посада Карилес
Луис Клементе Фаустино Посада Карилес (на испански: Luis Clemente Faustino Posada Carriles) е латиноамерикански политически деец.
Бори се против управлението на Фидел Кастро в страната. Работил е за Централното разузнавателно управление на САЩ (ЦРУ) през 1960-те години.
През 1967 година отива да живее във Венецуела. През 1976 година стои в основата на взривяването на самолета при полет 455 на „Кубана де Авиасион“, който довежда до смъртта на общо 73 души. През 1997 г. след взрив в Куба загива един турист, за което Хавана обвинява Посада.